# 安斯沃思 (愛荷華州)
安斯沃思（英語：Ainsworth）是美国艾奥瓦州華盛頓縣下轄的一个城市。2010年人口统计为567人。